# سيدي جابر (حي)

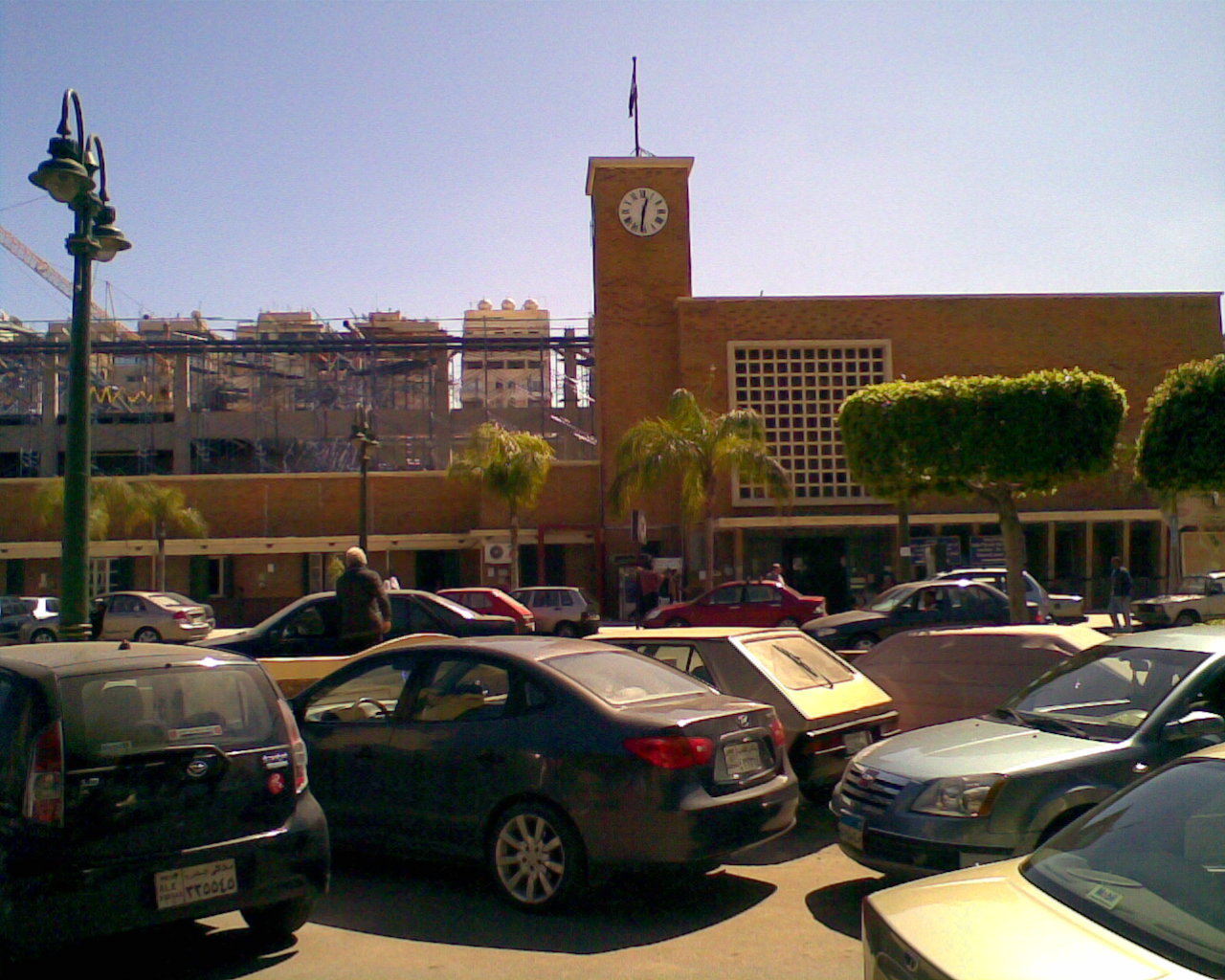
محطة قطار سيدي جابر

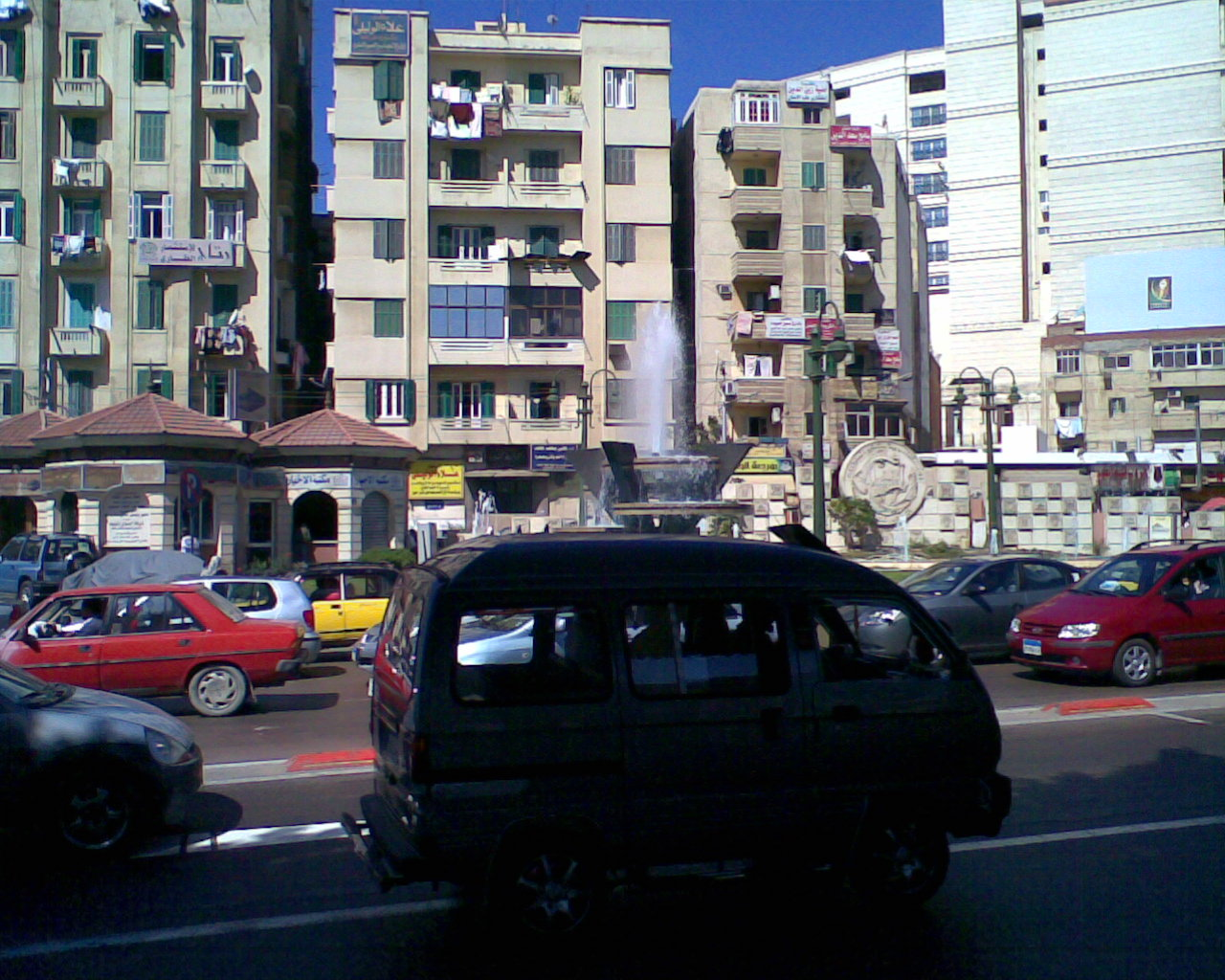
أحد الشوارع الرئيسية في حي سيدي جابر

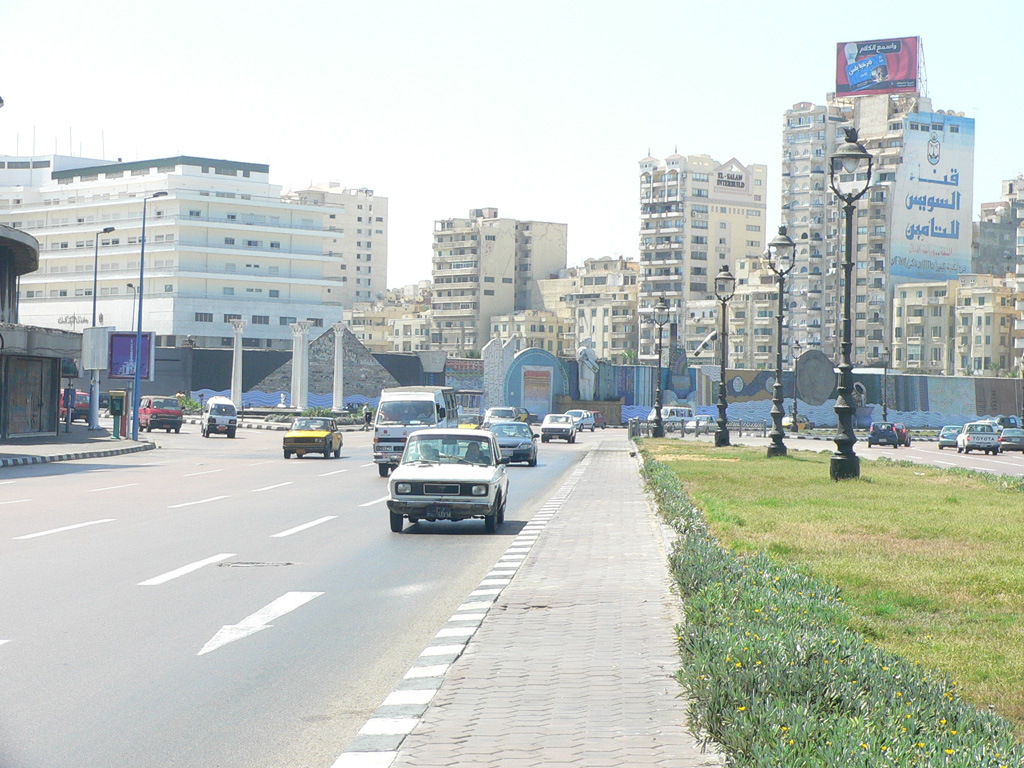
كورنيش الإسكندرية بمنطقة سيدي جابر.

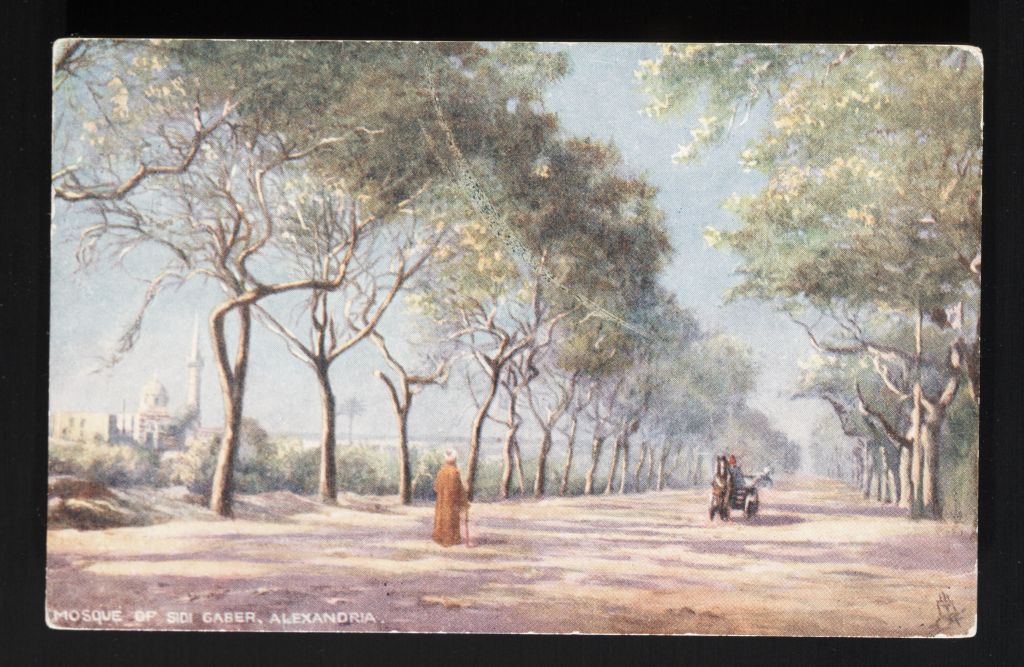
كارت بريدي قديم عليه رسم لجامع سيدي جابر قبل أن تمتد المنطقة الحضرية إلى المنطقة.

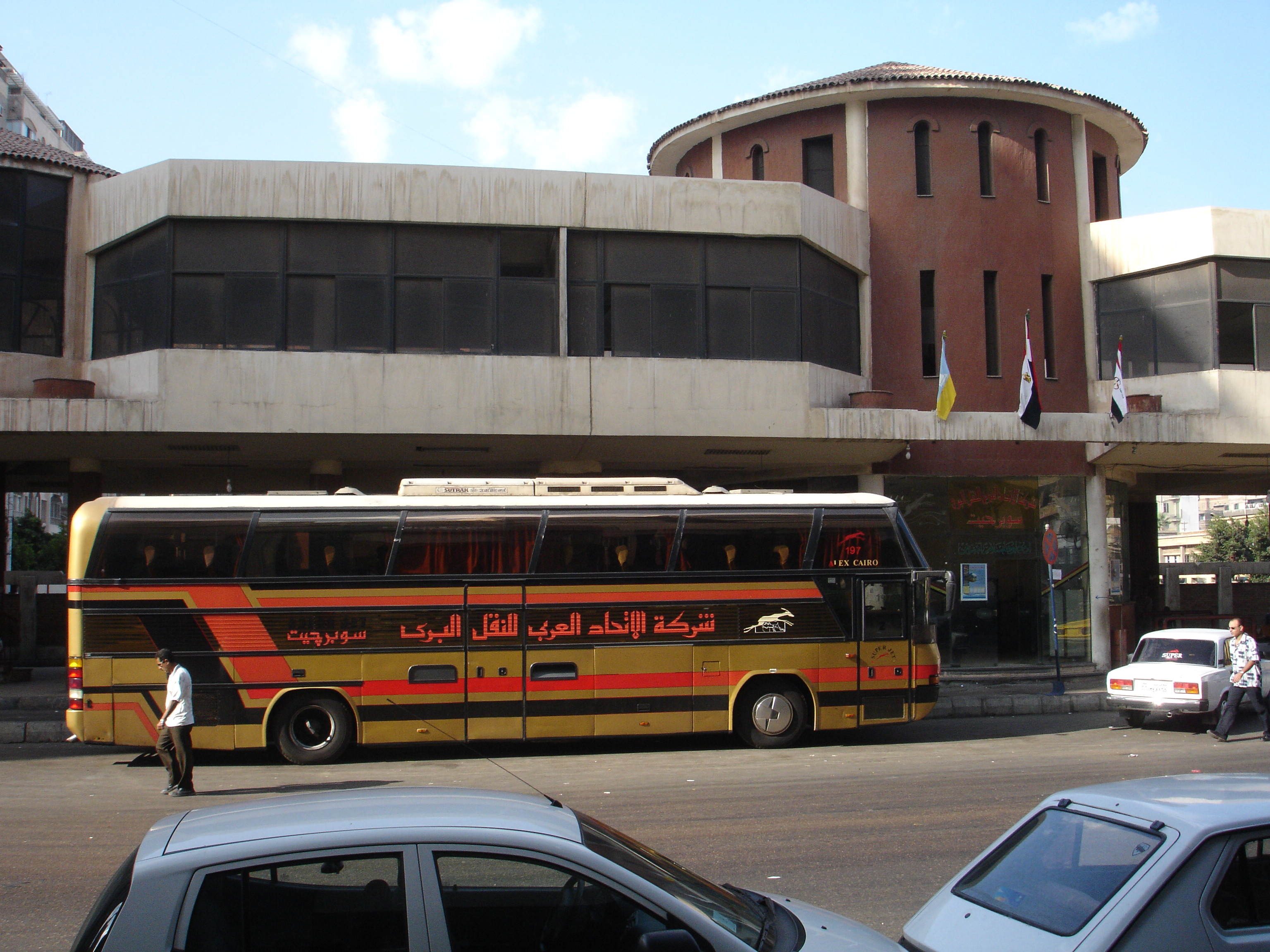
موقف سيدي جابر للحافلات الواصلة إلى المدن الأخرى

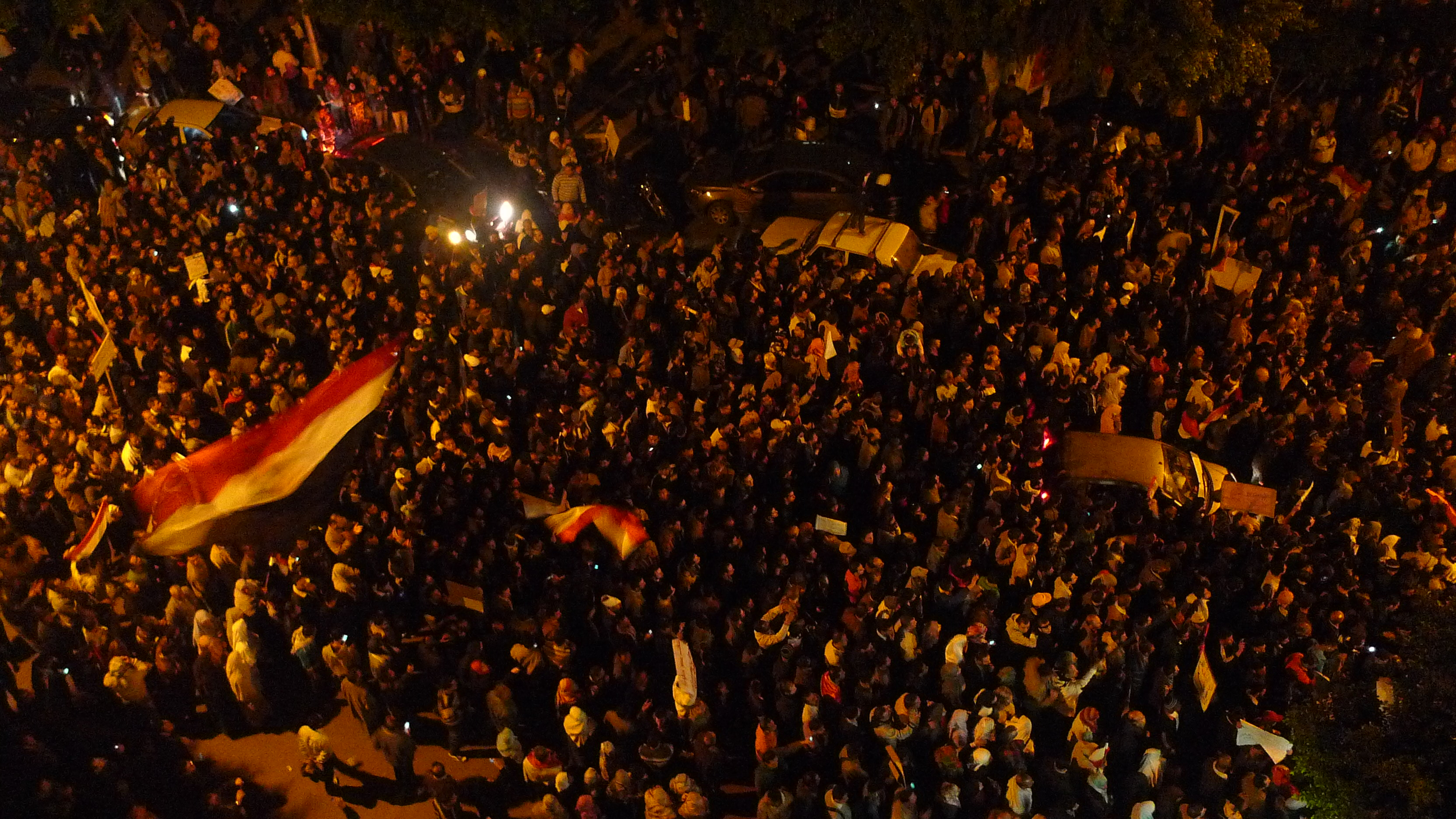
متظاهرون في ميدان سيدي جابر يوم 1 فبراير 2011 بعد تنحي مبارك.

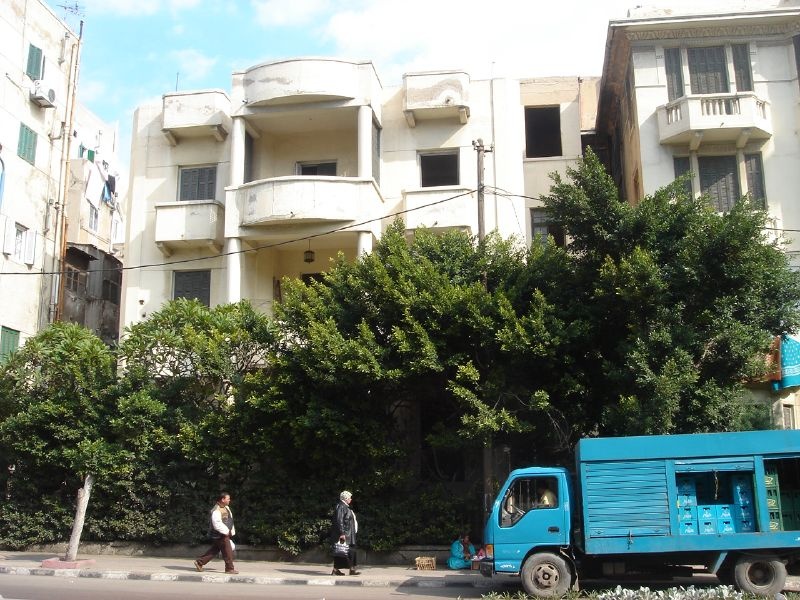
فيلا كانت ملك أحد العائلات اليهودية قبل أن يهاجروا.

حي سيدي جابر؛ هو أحد الأحياء والمناطق الراقية بمدينة الإسكندرية في مصر يحدها من الشرق منطقة مصطفي كامل، ومن الغرب منطقة كليوباترا، ومن الشمال البحر المتوسط، ومن الجنوب منطقة سموحة.

## أصل أسم المنطقة
سميت المنطقة تيمنا بالعالم هو جابر بن اسحق بن إبراهيم بن محمد الأنصاري.. ويكنى أبا إسحاق..ويتصل نسبه من جهة أبيه بسعد بن عبادة الأنصاري سيد الخزرج.
نشأ الشيخ جابر الأنصاري في الأندلس ثم سافر إلى فاس ببلاد المغرب ثم انتقل إلى طرابلس بليبيا ثم جاء إلى القاهرة ونزل ضيفا على أحد أبناء عمومته كنيته أبو العباس وكان رجلاً متصوفا فانضم إليه جابر الأنصاري وتعلم منه، فلما مات الشيخ أبو العباس انتقل الشيخ أبو إسحاق جابر الأنصاري إلى الإسكندرية وبنى له زاوية في ضاحية الرمل (تحولت فيما بعد إلى المسجد الحالي) وظل الشيخ مقيما بتلك الزاوية حتى توفي سنة 697هـ متجاوزا التسعين من عمره.
وكان سيدي جابر شيخا عالماً وورعاً صالحا زاهداً أحبه الناس وكثر أتباعه ومحبوه وتلاميذه الذين ينهلون من علمه.اهتم الشيخ جابر الأنصاري باللغة العربية وخاصة النحو والصرف وذلك إلى جانب اهتمامه بشئون الدين..
وقد كتب بعض المؤلفات.. ومنها "
إيجاد البرهان في إعجاز القرآن "..
وكتاب «كيفية السياحة في مجرى البلاغة والفصاحة»..
وكتاب «الإعراب في ضبط عوامل الإعراب».

## بعض المعالم المهمة

### مساجد
- جامع سيدي جابر الأنصاري (من أهم مساجد الأسكندرية)
- مسجد عصر الإسلام
- مسجد سليمان محمود (جمعية خيرية)
- مسجد التوحيد

### مبان ومقار حكومية
- مبنى حي شرق
- قيادة المنطقة الشمالية العسكرية

### محطات قطار وترام
- محطة قطار سيدي جابر
- محطة ترام سيدى جابر الشيخ (بالقرب من مسجد سيدي جابر الأنصاري)
- محطة ترام سيدي جابر المحطة (بالقرب من محطة قطار سيدي جابر)

### مستشفيات
- المجمع الطبي للقوات المسلحة بالإسكندرية
- مستشفى سيدي جابر التخصصي
- مستشفى الشفاءسيدى جابر الشيخ

### فنادق
- فندق المدينة المنورة
- جراند بلازا
- فندق الحرم
- فندق كليوباترا

### شوارع
- شارع المشير أحمد إسماعيل
- شارع زنانيري
- شارع أحمد بن ماجد
- شارع {السيد عثمان الساعي}

### أسواق
- سوق زنانيري

### أخرى
- كوبري عبور مشاة كهربائي مغطى (الأول من نوعه في الإسكندرية)